# روي أيريس
روي أيريس (بالإنجليزية: Roy Ayres)‏ هو موسيقي أمريكي، ولد في 10 ديسمبر 1929 في كولومبوس في الولايات المتحدة، وتوفي في 9 يونيو 2012 في Riverview, Florida ‏ في الولايات المتحدة.